# مثلث جنوبی
مثلث جنوبی (به انگلیسی: Triangulum Australe) یک صورت فلکی کوچک در جنوبی‌ترین نیم‌کرهٔ جنوبی آسمان است که البته با صورت فلکی مثلث (سه سو در آسمان شمال) متفاوت است، و با سه ستارهٔ پرنورتر خود یک مثلث متساوی‌الاضلاع می‌سازد. ستارگان این صورت فلکی که ستارگانش از قدر ظاهری ۳ روشنتر هستند توسط یوهان بایر (به انگلیسی: Johann Bayer) و در سال ۱۶۰۳ به دقت تعریف شد و اورانومتریکا نامیده شد. نام کنونی لاتین «مثلث ستاره‌ای» را قبلاً پتروس پلانسیوس در سال ۱۵۸۹ پس از محاسبهٔ تقریبی خود بر آن نهاده بود. در نهایت، در سال ۱۷۵۶ نیکولاس لویس دو لکیل ستاره‌شناس فرانسوی برای قدردانی از یوهان بایر سیستم نام‌گذاری بایر را؛ که بر اساس قدر ظاهری ستارگان صورت می‌گیرد، بنام او کرد.

## اجرام عمقی آسمان
- NGC 6025 یک خوشه ستاره‌ای باز که حدود ۳۰ ستاهر از قدر ۷ تا قدر ۹ دارد.